# Weyhe
Weyhe è un comune indipendente di 30.316 abitanti della Bassa Sassonia, in Germania.
Appartiene al circondario (Landkreis) di Diepholz (targa DH).

## Geografia antropica

### Suddivisioni amministrative
Il territorio comunale comprende le frazioni di Ahausen, Dreye, Erichshof, Jeebel, Kirchweyhe, Lahausen, Leeste, Melchiorshausen e Sudweyhe.